# Sullan
Sullan es una película de acción india en tamil de 2004 escrita y dirigida por Ramana. Está protagonizada por Dhanush, junto con Sindhu Tolani, Manivannan, Pasupathy y Easwari Rao, entre otros. La película fue compuesta por Vidyasagar. La película se estrenó el 23 de julio de 2004 con críticas negativas de los críticos.

## Trama
Subramani, conocido como Sullan entre sus amigos, es hijo de Mani, un conductor de camión de basura de una corporación. Es un estudiante universitario de primer año, por lo que su único objetivo en la vida es divertirse con sus amigos. Se enamora de Kavya. Soori es un prestamista que cobra tasas atroces y luego persigue a quienes no le devuelven el dinero. Cuando las acciones de Soori comienzan a afectar a la familia y los amigos de Sullan, él contraataca.

## Reparto
- Dhanush como Subramani (Sullan)
- Sindhu Tolani como Kavya
- Manivannan como Mani, el padre de Sullan
- Pasupathy como Soori
- Easwari Rao como Karpagam
- Delhi Ganesh
- Vasu Vikram
- Kalairani
- Thennavan
- Muthukaalai
- Besant Ravi
- Sanghavi (aparición especial)

## Banda sonora
La banda sonora fue compuesta por Vidyasagar y la letra escrita por Arivumathi, Pa. Vijay, Kabilan, Na. Muthukumar y Yugabharati. La música recibió críticas mixtas.
| Título de la canción | Cantantes                              | Letra             |
| -------------------- | -------------------------------------- | ----------------- |
| "Kavidhai Iravu"     | KS Chitra, Karthik                     | Yugabharati       |
| "Sandakozhi"         | Shankar Mahadeván                      | N / A. Muthukumar |
| "Yaaro Nee"          | Hariharan, Sujatha Mohan               | Kabilán           |
| "Adho Vara"          | Harini, Pushpavanam Kuppusamy          | Pensilvania Vijay |
| "Kilu Kiluppana"     | Adnan Sami, Premji Amaran, Pop Shalini | Pensilvania Vijay |
| "Siragu Mulaitha     | Madhu Balakrishnan                     | Arivumati         |
| "Kilu Kiluppana 2"   | Karthik, Premji Amaran, Pop Shalini    | Pensilvania Vijay |

## Recepción de la crítica
Indiaglitz escribió "un guión débil y una caracterización pobre hacen de Sullan, una gran decepción". Sify escribió: "La narrativa y el guión de Ramana son absurdos y su intento de convertir a Dhanush en un material de superestrella ha fracasado estrepitosamente. Sullan es todo sonido y nada de furia". B. Balaji escribió: "¡Con situaciones tan exageradas y acrobacias llenas de gráficos, las secuencias de lucha en Sullaan parecen pertenecer a una caricatura!". Chennai Online escribió: "El director Ramana, que tuvo éxito con su película debut 'Thirumalai', parece perder el control sobre su guión, personajes y artistas desde las primeras escenas. Siendo todo el escenario grosero y ruidoso, la sutileza parece ser lo último en la mente del director".